# Mortgage (England und Wales)
Das Mortgage (aus französisch mort gage, „Ewigsatzung“, wörtlich „totes Pfand“) ist im englischen Sachenrecht eine akzessorische, hypothekarische Realsicherheit, die ein besitzloses Fahrnis- oder Grundpfandrecht an Sicherungsgut (sog. Pfandobjekt) belastet. Es dient ausschließlich zur Sicherung einer Forderung (insbesondere Darlehensforderung) und wird nicht als Wertpapier ausgestellt. Das Mortgage sollte von der nicht-akzessorischen Grundschuld (englisch land charge) und der Rentenschuld (englisch rent charge) unterschieden werden.
Das Mortgage kann an Grundstücken, aber auch an chattels, d. h. an beweglichen Sachen (englisch chattels personal) und an grundstücksgleichen Rechten (englisch chattels real), bestellt werden. Es wird zwischen formbedürftigen – legal – und formfreien – equitable – Mortgages unterschieden. Das Pfandobjekt, besonders ein verpfändetes Grundstück, braucht nicht Eigentum des Schuldners zu sein.

## Rechtsgeschichte
Wegen des kirchlichen Wucherverbotes in der angelsächsischen Zeit kannte man nur die zinsfreie Grundpfandform des Eigentumspfands (auch Pfandrevers, englisch wadset genannt), bei dem die Verpfändung in einen Kaufvertrag gekleidet war: Der Pfandgläubiger erhielt in einer Kaufurkunde das Pfand wie ein Käufer zu Eigentum; in einer Gegenurkunde, dem Revers- oder Widerbrief, sicherte er dem Verkäufer (= Schuldner) jedoch zu, diesem bei Rückzahlung des Kaufpreises das Pfand zurückzugeben. Der Wiederkauf war dadurch erschwert, dass er innerhalb gesetzter Frist und aus eigenen Mitteln zu geschehen hatte.
Die normannische Eroberung Englands hat die so genannte „ältere Satzung“ (englisch gage of land) eingeführt, wobei zwischen zwei Typen, der Totsatzung (englisch living gage, französisch vif-gage) und der Ewigsatzung (englisch dead gage, französisch mort-gage), zu unterscheiden ist. Bei der Totsatzung war der Ertrag des Pfandes relativ hoch, und der Gläubiger nutzte es daher nur kurz, bevor es wieder an den Schuldner fiel. Die Ewigsatzung dagegen verschaffte dem Gläubiger auf unbestimmte Zeit, d. h. bis ihm seine Forderung bezahlt wurde, den vollen Ertrag des Pfandobjektes. Allerdings war die Pfandsatzung für die meisten Gläubiger nicht gewinnbringend und folglich unattraktiv. Überdies war der Rechtsweg verschlossen, weil der Gläubiger weder Gewere noch einen Anspruch auf Erhebung von Besitzstörungsklage hatte.

## Rechtsvergleich
Der historische, „klassische“ Mortgage-Typ, dessen Rechtscharakter einer Sicherungsübereignung von sowohl Immobilien als auch Mobilien entsprach, wurde gesetzlich im 20. Jahrhundert durch die Hypothek (englisch mortgage by legal charge) ersetzt. Im Gegensatz dazu unterscheidet man zwei hauptsächliche Grundpfandrechtsregionen in den Vereinigten Staaten: Die Hypothek herrscht in der Hälfte der Staaten (englisch lien-theory states), während im Übrigen (sog. englisch title-theory states) die Immobiliar-Sicherungsübereignung dominiert. Außerdem wird beim amerikanischen Mortgage unabhängig vom Typ ein verkehrsfähiges Wertpapier (Pfandtitel; englisch mortgage note) ausgestellt, und es entspricht daher besser dem schweizerisch-rechtlichen Schuldbrief.
Das Sicherungsübereignungs-Mortgage erfüllt regelmäßig wirtschaftlich die Funktionen von Hypothek und schweizerischer Grundpfandverschreibung, ist in der rechtlichen Konstruktion jedoch von diesen zu unterscheiden. Beim Mortgage überträgt der Sicherungsgeber (englisch mortgagor) an den Sicherungsnehmer (englisch mortgagee) ein dingliches Recht (englisch security interest) mit der Bedingung der Rückübertragung nach Erlöschen der Forderung.